# Orthosia nongenerica
Orthosia nongenerica är en fjärilsart som beskrevs av Barnes och Benjamin 1924. Arten placeras i släktet Orthosia eller i släktet Auctorum, och familjen nattflyn. Arten förekommer i New Mexico och dess typlokal är High Rolls